# Panino
Ne doit pas être confondu avec Panini (sandwich).
Pour les articles homonymes, voir Panini.
Le panino est un sandwich italien. Il est généralement fait à partir d'un pain ciabatta, coupé en long et garni de jambon, de salami, de viande, de fromage ou de tomate. En italien, panino peut également désigner plus formellement le type de pain utilisé dans ces sandwichs, et panino imbottito, le sandwich.
Il ne doit pas être confondu avec le panini, un sandwich grillé servi chaud. Si le nom provient du panino, il s'agit aujourd'hui de deux sandwichs bien distincts. La confusion est d'autant plus facile que le pluriel d'un panino s'écrit en italien des panini. En français, le pluriel d'un panini s'écrit des paninis.

## Autres
Dans l'argot des jeunes des années 1960-1970, le vendeur de panini est appelé paninaro ; ce même terme définira ensuite, dans les années 1980, un mouvement d'adolescents né à Milan (et qui se diffusera ensuite au reste de l'Italie), uni par un même code vestimentaire coûteux et ostentatoire, et fréquentant en groupe les premiers fast-foods.